# Escrime au sabre japonais
 (juillet 2025).
Pour plus de détails, voir Fiche technique et Distribution.
Escrime au sabre japonais est un film documentaire français du catalogue commercial Auguste et Louis Lumière. Il s'agit du numéro 926 du catalogue de la firme de production Lumière. Ce film a été tourné à Kyoto à la fin d'octobre 1897 par Constant Girel. Louis Lumière n'était apparemment pas satisfait du travail de Girel, pour des motifs inconnus.
Le sabre japonais s'appelle Kendo. Au kendo, selon le protocole de la politesse, on se salue avant et après le combat. L'histoire du Kendo remonte à l'époque d'Edo. Le kendo a ensuite été établi en tant que sport à l'ère Meiji. On voit dans le film que les pratiquants portent l'armure (bôgu) et ont le sabre de bambou.

## Fiche technique
- Société de production : Lumière
- Format : muet - noir et blanc
- Durée : 1 minute
- Pays :  France
- Langue : intertitres en français
- Durée : environ 40 secondes
- Année : 1897
- Lieux de tournage : Japon